# I Saw the Light (Todd Rundgren)
I Saw the Light is een nummer van de Amerikaanse zanger Todd Rundgren uit 1972. Het is de eerste single van zijn derde studioalbum Something/Anything?.
Rundgren had "I Saw the Light" bedoeld als de hit van het album Something/Anything?; het was dan ook de openingstrack van het album. Het nummer gaat over een jongeman die voor het eerst een relatie krijgt, maar niet zeker weet of hij echt van het meisje houdt. Rundgren was echter niet gecharmeerd van het nummer. Hij zei erover: "I Saw the Light is slechts een reeks clichés. Het gaat absoluut niet over iets waar ik aan dacht, voordat ik het nummer schreef". Hij voegde eraan toe het nummer in slechts 15 minuten geschreven te hebben, en dat hij het een enorme teleurstelling vond dat hij niet kon genieten van zijn eigen nummer. In de tekst van het nummer brengt Rundgren ook een ode aan Laura Nyro en Carole King. Het nummer werd vooral een hit in Noord-Amerika. Het haalde de 16e positie in de Amerikaanse Billboard Hot 100. Hoewel het nummer in Nederland slechts de 11e positie in de Tipparade haalde, werd het er toch een radiohit en wordt het tot op de dag van vandaag nog steeds veel gedraaid.